# Саража (Вологодская область)
Саража — упразднённая деревня на территории современного Андомского сельского поселения Вытегорского района Вологодской области.
К 2002 году урочище с одной избой.

## География
Список населённых мест Российской империи по сведениям 1859—1873 годов описывает деревню, как находящуюся при р. Сараже. Расстояние от уездного города Вытегры — 12 вёрст (1873) / 13 вёрст (1905), от становой квартиры в селении Андомский Погост (Погостская) — 22. Расстояние до волостного правления (Желвачева) — 13 вёрст, до ближайшей деревни или села — 3 версты
В «Списке населённых мест» 1905 года деревня описывается как стоящая при колодцах.

## История
Входила в XIX веке Вытегорский уезд Олонецкой губернии.
К 1905 году деревня Тудозерского общества Макачевской волости Вытегорского уезда.

## Население
К 1873 году в 11 дворах мужчин 32, женщин 45.

## Инфраструктура
По сведениям 1859—1873 годов действовала Часовня православная, мельница, горный завод. К 1905 году 104 человека — 57 крестьянок и 47 крестьян; в 23 дворах 15 семей.

## Транспорт
Деревня находилась на левой стороне Архангельского почтового тракта, от становой квартиры в Андомском погосте на город Вытегру.
До отделения почты и пароходной пристани 13 вёрст. До школы 8 вёрст.
К 1905 году насчитывалось: 24 лошади, 38 коров и 60 голов прочего скота.